# 에드윈 호지맨
에드윈 호지맨(Edwin Hodgeman, 1935년 6월 26일 ~ )은 오스트레일리아의 배우, 텔레비전 배우이다.
애들레이드에서 태어났다.

## 영화
- 내 이름은 블루버거 (2008년)
- 럭키 마일 (2007년)
- 룩 보스 웨이즈 (2005년) - 짐 역
- 흑과 백 (2002년)
- 컷 (2000년)
- 샤인 (1996년)
- 사랑의 배티 (1986년)
- 매드 맥스 3 (1985년)
- 더 서바이버 (1981년)